# Avalanche no Afeganistão de 2015
A Avalancha (português europeu) ou Avalanche (português brasileiro) no Afeganistão em 2015, ou Avalancha de Panjshir de 2015 foi um acidente causado por seguidas avalanchas ocorridas no dia 25 de Fevereiro de 2015 na província afegã de Panjshir, que terminou com um saldo de pelo menos 200 pessoas mortas, outras dezenas de feridos, além de mais de 100 casas destruídas.

## Histórico
No domingo anterior ao evento, dia 22, 12 pessoas já haviam morrido em uma outra avalancha que havia atingido a província próxima de Badakhchão.
Os acidentes em decorrência de avalanchas são comuns no Afeganistão, porém, por sua intensidade e número de pessoas atingidas, a tragédia em Panjshir já é considerada a pior das últimas 3 décadas.

## Consequências
A avalancha foi seguiu-se às fortes nevascas que atingiram a região desde o dia 24 de Fevereiro.
Estradas foram bloqueadas pela neve e o fornecimento de energia suspenso, inclusive na capital Cabul, onde as autoridades alertaram sobre a possibilidade de emergência humanitária em áreas mais atingidas pelo mau tempo, além disso contam-se pelo menos 500 cabeças de gado perdidas.

## Ajuda internacional
Em 2015, o Afeganistão recebeu US$ 424,4 milhões em ajuda internacional. O valor que apoia os esforços de ajuda às avalanches especificamente não é claro, no entanto, uma organização beneficiária, a IFRC, esteve envolvida nos esforços de socorro através da Sociedade do Crescente Vermelho Afegão (ARCS).

## Resgate
O resgate e a ajuda humanitária foi prejudicado pelo bloqueio de estradas e por conta que algumas casas ainda estavam sob a neve. O risco de novas avalanchas também prejudicaram os trabalhos de resgate.

## Implicações imediatas de mortalidade e morbidade
Em comparação com 2010 e 2012, quando avalanches no Afeganistão mataram 172 e 201 pessoas, respectivamente, 2015 viu uma das piores avalanches já registradas no Afeganistão, com 254 mortes (embora algumas estimativas sejam ainda maiores). Ocupa o quarto lugar na lista de mortes por avalanche em todo o mundo.
As áreas afetadas foram devastadas por uma série de fortes nevascas durante um período de duas semanas a partir de 24 de fevereiro. A província de Panjshir foi a mais afetada, e as mortes aqui representaram a maioria das mortes causadas pelas avalanches. Uma estimativa sugere que Panjshir sofreu 198 do total de 254 mortes. As avalanches danificaram 100 casas na região.
A forte queda de neve contínua resultou em profundidades de neve de cerca de 3 pés e muitas árvores caídas, bloqueando ainda mais o acesso ao vale de Panjshir. A maioria das estradas nos 20 vales conectados à área estavam bloqueadas e intransitáveis, dificultando significativamente as operações de resgate e aumentando ainda mais a morbidade e a mortalidade das avalanches.  Muitas pessoas resgatadas das avalanches sofreram de hipotermia e congelamento devido à sua exposição prolongada às baixas temperaturas, e algumas foram afetadas por outros problemas médicos secundários a isso.
Outras áreas duramente atingidas se concentraram no leste do Afeganistão, com 36 mortes na província de Badakhshan, no nordeste, 5 em Baghlan, 5 em Parwan e 12 nas províncias de Nuristão e Kunar juntas.  Até o final de março, as áreas afetadas por neve forte, avalanches ou deslizamentos de terra totalizavam 69 distritos em 17 províncias, com 2 701 casas danificadas ou destruídas e 2 983 famílias afetadas.

O triplo desastre de fortes nevascas, avalanches e inundações que se seguiram em março levou a um maior risco de doenças subsequentes transmitidas pela água e a um aumento da incidência de febre tifoide nas regiões de Darwas-Ishkashim e Shugan da província de Badakhshan.